# Scapteromys
Genre
Scapteromys est un genre de mammifères rongeurs de la famille des Cricétidés.

## Liste des espèces
Selon ITIS (4 janvier 2017) :
- Scapteromys aquaticus Thomas, 1920
- Scapteromys meridionalis Quintela, Gonçalves, Althoff, Sbalqueiro, Oliveira and Freitas, 2014
- Scapteromys tumidus (Waterhouse, 1837)